# Cristina Cosentino
Cristina Cosentino (n. 22 decembrie 1997, Argentina) este o jucătoare de hochei pe iarbă ce a reprezentat Argentina, medaliată olimpică. A participat la o ediție a Jocurilor Olimpice (2024) în care a câștigat o medalie de bronz.

## Participări
Lista de mai jos prezintă principalele competiții la care a participat Cristina Cosentino de-a lungul carierei.
- Hochei pe iarbă la Jocurile Olimpice de vară din 2024 - turneul feminin